# Ionel Stoica
Ionel Stoica (n. 10 decembrie 1950, București) este un fost jurnalist sportiv, comentator și realizator de emisiuni TV.

## Biografie
Născut în cartierul bucureștean Obor, la câteva sute de metri de stadionul legendarei echipe Unirea Tricolor București, de lângă Gara de Est, i-a avut vecini în Baicului pe marii fotbaliști Gheorghe Constantin "Profesorul" și Titus Ozon "Vrăjitorul din Obor".
A lucrat 37 de ani în Televiziunea Română. Din 1978 până în 1990 la redacția Tineret - copii, apoi din 1990 până în 2015 la Departamentul Sport.
Peste 20 de ani a organizat și coordonat programele conexe și transmisiunile directe de la cele mai mari evenimente sportive: Jocurile Olimpice, Campionate Mondiale și Europene de Fotbal.
Cicluri de emisiuni și manifestări inițiate și realizate de-a lungul anilor pe TVR 1 și TVR 2: REPRIZA A III A, ARENA AS, FOTBAL-SHOW, GALA FOTBALULUL ROMÂNESC, MISS FOTBAL, FANTEZIILE PELUZEI, STELE PRINTRE STELE, TROFEUL VISAT.
A făcut parte din Delegația României la Campionatul Mondial de Fotbal 1994.
A colaborat cu materiale și rubrici sportive la diverse publicații: OBSERVATOR, ZIG-ZAG MAGAZIN, FOTBAL PLUS, SAPTÂMANA, REALITATEA SPORTIVĂ, OPUS.
Imediat după 1990 a pus bazele și a fost redactor șef al primei reviste-magazin color, PELUZA.
O bună parte dintre amintirile și experiențele personale se regăsesc într-o carte inedită apărută în septembrie 2022: PRIETENII DIN ARENA AS (întâmplări neștiute cu Ivan Patzaichin, Nicolae Dobrin, Gheorghe Hagi, Mihai Leu, Marcel Răducanu, Dan Spătaru și alții).
Pentru 2024, când se vor împlini 30 de ani de la cea mai mare performanță a fotbalului românesc: locul 5 în lume la Campionatul Mondial de Fotbal 1994, are în lucru o carte document: A fost odată ca niciodată, în America!

## Viață personală
Are 2 copii: o fată Ioana Raluca și un băiat Tudor Cristian

## Cărți publicate
- Prietenii din Arena As (Editura Neverland, 2022) - Premiul Național pentru publicistică "Vasile Voiculescu" 2022
- A fost odată ca niciodată... în America (Editura Neverland, 2023)